# Cattedrale dell'Assunzione della Vergine (Tashkent)
La cattedrale dell'Assunzione della Vergine (in russo: Успенский кафедральный собор) o Cattedrale della Dormizione (un termine equivalente) è la cattedrale russa ortodossa dell'eparchia di Tashkent in Uzbekistan dal 1945. La cattedrale fu costruita nel 1871 e ampliata nel 1990, e il campanile è stato ricostruito nel 2010.
L'attuale edificio è stato costruito nel 1871 sotto il patrocinio di san Panteleone e un vecchio cimitero della chiesa è stato sostituito al servizio dell'ospedale militare di Tashkent. Come la maggior parte delle parrocchie in Asia centrale, la chiesa fu assegnata nel 1922 al movimento Chiesa Vivente, che è stato promosso dai bolscevichi. È stata chiusa al culto nel 1933 e nel 1945 è diventato un deposito militare. 
La chiesa è stata restaurata e riaperta al culto nel dicembre del 1945 ed è stata poi dedicata alla Dormizione, e divenne la sede del vescovo di Tashkent. 
Il campanile è stato ricostruito nel 1990, accanto alla cupola principale. L'interno è stato ristrutturato con più pompa, in particolare per la visita del 10 novembre del 1996 del patriarca Alessio II. La cattedrale è stata ristrutturata e una nuova torre campanaria è stata costruita nella primavera del 2010.

## Galleria d'immagini

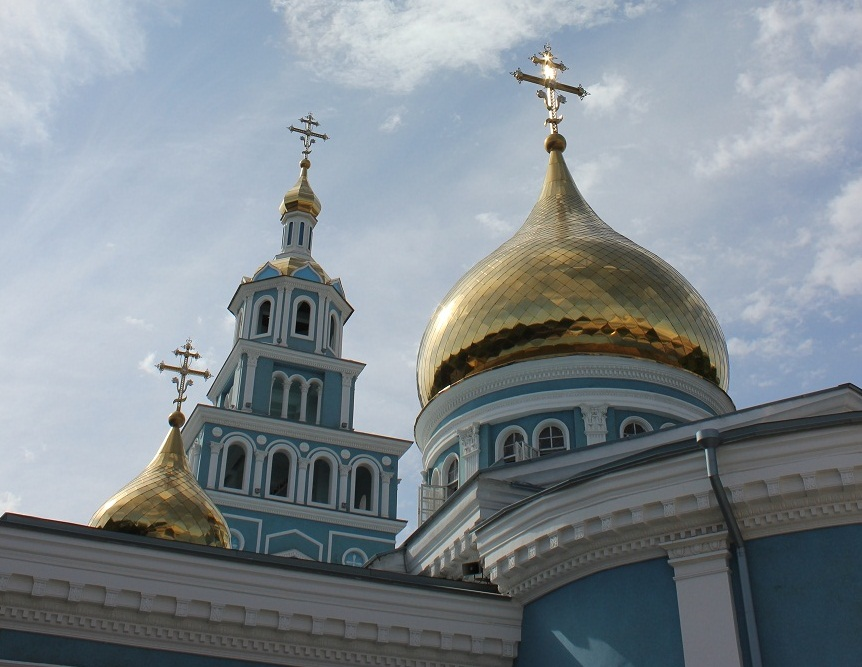
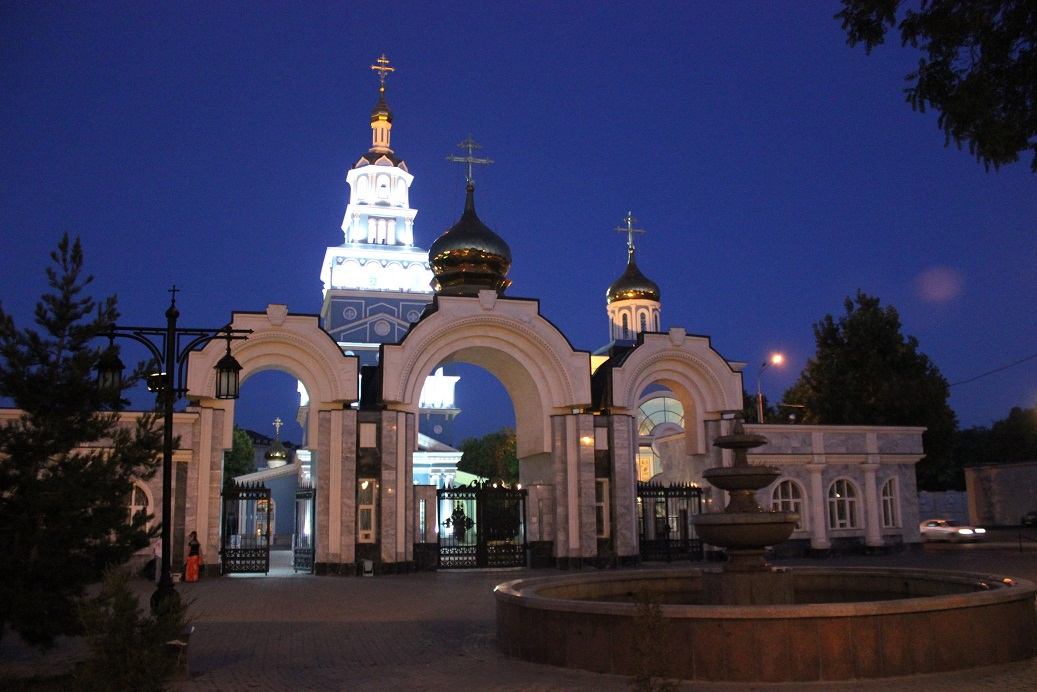
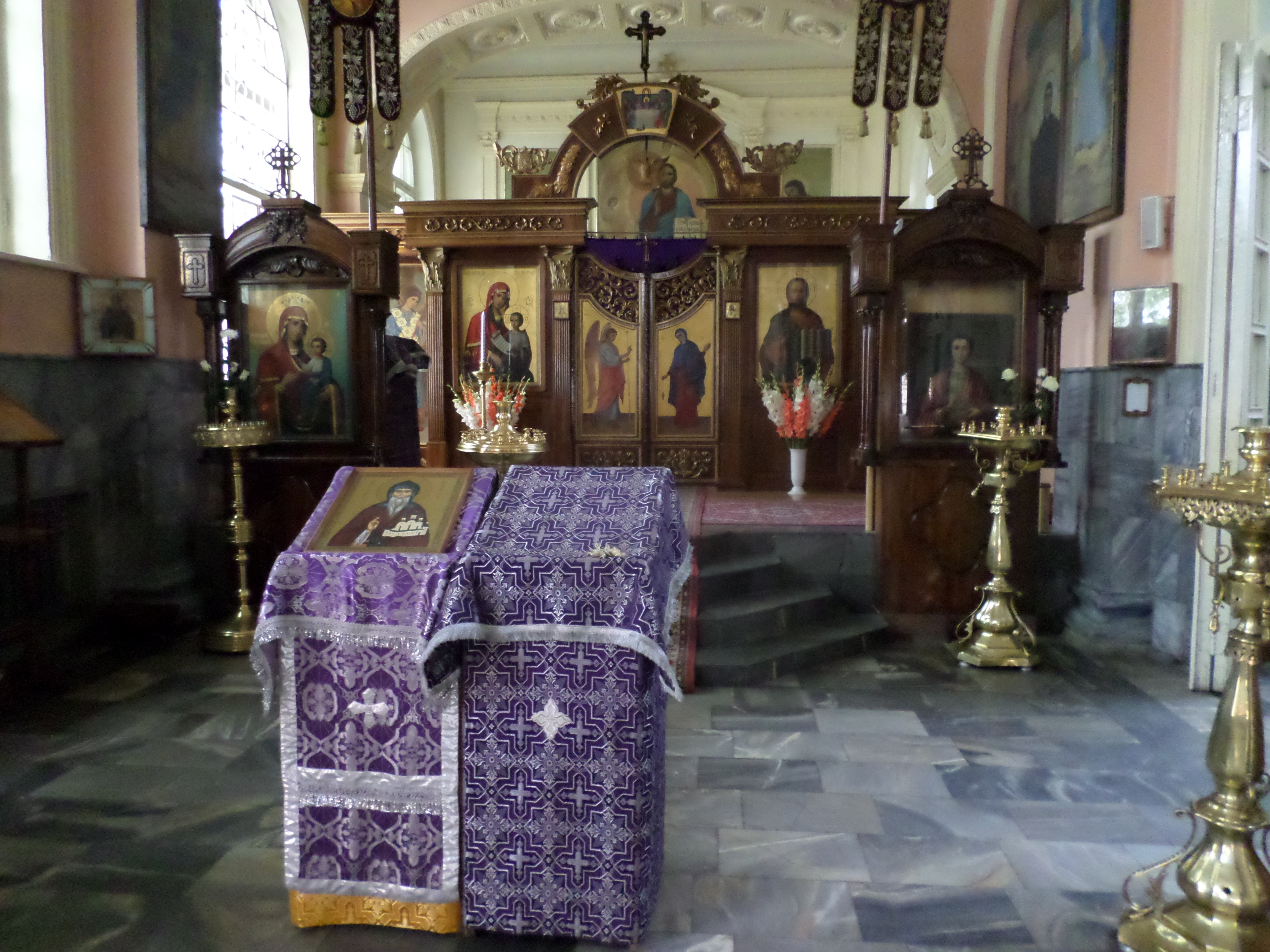
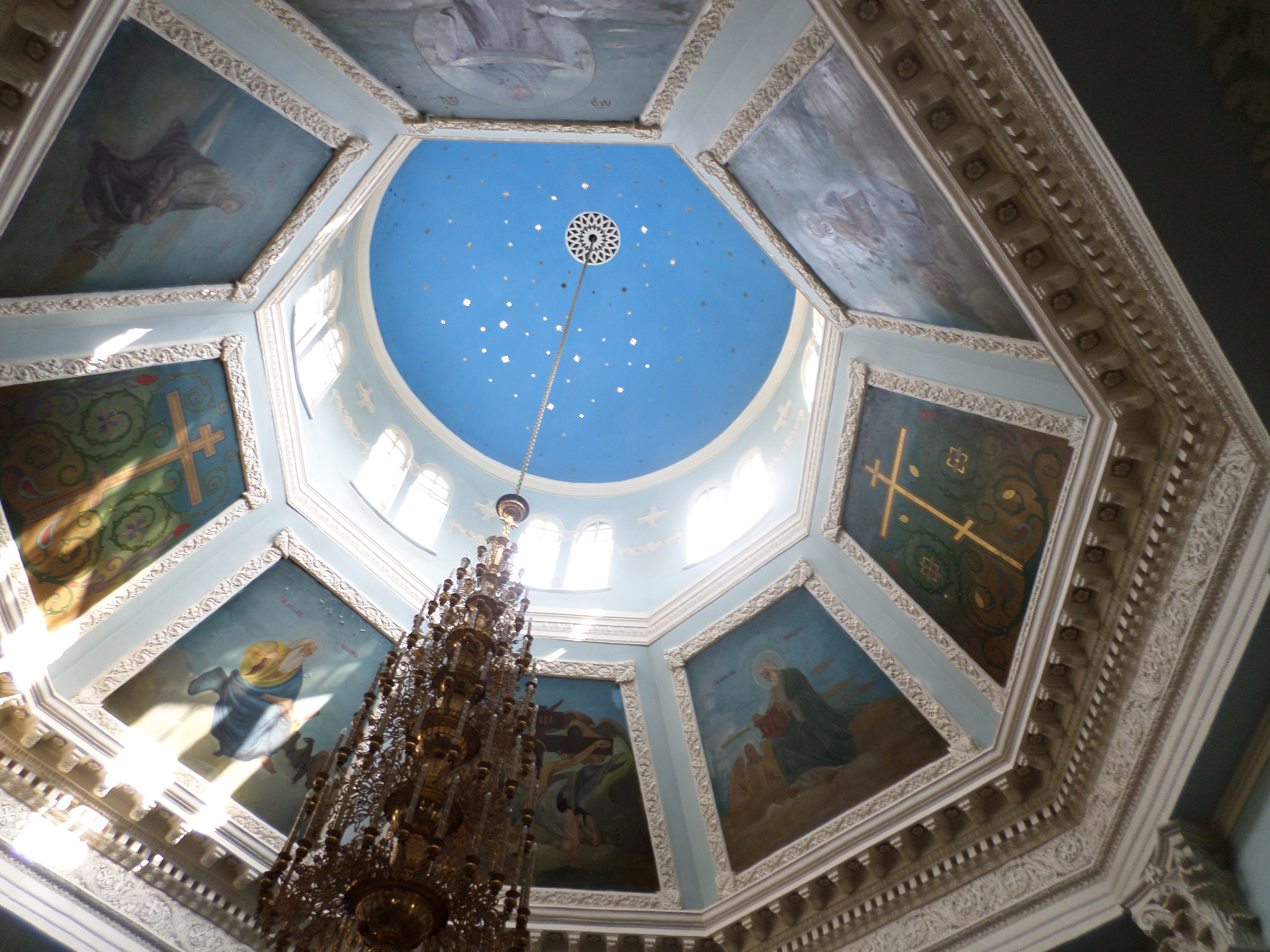